# Пейзаж под грозовым небом
«Пейзаж под грозовым небом» (нидерл. Weide met bloemen onder onweerslucht) — картина голландского живописца Винсента Ван Гога, написанная в 1888 или 1889 году. Картина входит в серию пейзажей, написанных Ван Гогом во время его пребывания в Провансе. Находится в частной коллекции.

## Описание
На картине изображён провансальский пейзаж близ Арля. Примерно по центру полотна горизонт делит картину на нижнюю половину с цветочным лугом и верхнюю половину с облачным небом. В нижней части луга Ван Гог набросал травы длинными мазками различных оттенков зелёного и изобразил множество цветов небольшими мазками белого, жёлтого, оранжевого и светло-голубого цветов. У левого края картины изображены два человека на цветочном лугу. Несколькими мазками кисти зелёным и чёрным обозначены мужчина и женщина, одетые в зелёное и розовое. Женщина, вероятно, собирает луговые цветы. Позади пары изображены две ивы и стройное возвышающееся дерево с красными цветами. Вдоль горизонта растут еще деревья, кипарисы также хорошо видны на правом краю снимка. Кроме того, видны отдельные здания. На правом краю картины находится серое здание с красной крышей, недалеко от центра картины — здание с синими стенами и красной крышей, которое может быть церковью. Вдали возвышается фабричная труба, дым от которой стелется в левую сторону. Над пейзажем в небе изображены подвижные облака. Если на горизонте светло-голубое небо с одиночными белыми облаками, то над лугом — плотные облака, цвет которых варьируется от белого, светло- и тёмно-серого, фиолетового до синего. Облака нанесены густыми мазками, движение кисти подчеркивает движение облаков.
Это, безусловно, весенний пейзаж, время года, когда бури не являются чем-то необычным, но грозы также возможны. Цветение луга и первая зелень деревьев указывают на весну. На картине спокойные элементы весеннего пейзажа в нижней части контрастируют с оживленными событиями в небе. Возможно, что эта картина — не просто изображение пейзажа, а выражение эмоционального мира Ван Гога. Картина не подписана и не датирована.

## Пейзажи из Прованса
Картина была написана во время пребывания Ван Гога в Арле, которое длилось с февраля 1888 по май 1889 года. Искусствоведы расходятся во мнении, была ли картина создана вскоре после его приезда весной 1888 года или только в следующем году, незадолго до его отъезда. В зависимости от хронологической атрибуции существуют различные интерпретации картины.
До того как Ван Гог приехал в Арль, он два года жил в Париже. Устав от жизни в большом городе, он искал отдыха в сельской местности, надеясь на мягкий климат, краски и свет юга. Однако, когда он прибыл в Арль 20 февраля 1888 года, город был покрыт 60-сантиметровым слоем снега. Только в марте климат стал теплеть. Возможно, что картина была написана именно в это время. Весенние цветы на переднем плане могли быть символом новых начинаний, грозы или перемен.
Вскоре была создана серия картин с цветущими фруктовыми деревьями. В письме к своему брату Тео в Париж он писал: «Маленький городок посреди лугов, полных жёлтых и пурпурных цветов — знаешь, это была бы японская мечта». Но не только японское искусство вдохновляло его в Арле; он также ссылался на голландских художников, таких как Якоб ван Рёйсдал, чьи пейзажи ему напоминали окрестные поля. В Арле палитра Ван Гога стала ещё более насыщенной. Он посвятил себя изображению простой деревенской жизни, мотивы которой он уже рисовал в Нидерландах. Крестьяне на лугу с цветами под грозовым небом на фоне силуэта Арля неоднократно появляются в работах Ван Гога, а деталь с дымящейся фабричной трубой также несколько раз появляется на картинах Ван Гога из Арля.
В конце лета 1888 года Ван Гог посвятил себя изображению пшеничных полей и мотивам сбора урожая. К этой серии относится картина «Пшеничное поле со снопами» (Музей искусств Гонолулу, Гонолулу), на которой также изображено подвижное облачное небо над пейзажем. В сентябре того же года Ван Гог переехал в так называемый Жёлтый дом в Арле, который должен был стать южной мастерской живописи — своего рода колонией художников. В конце октября 1888 года из Парижа приехал художник Поль Гоген, чтобы работать и жить вместе с Ван Гогом. Отношения, которые с самого начала были непростыми, обострились 23 декабря, когда произошел бурный разрыв. Гоген немедленно уехал, а Ван Гога отправили в больницу в Арле; в апреле 1889 года он попал в психиатрическую больницу в Сен-Реми-де-Прованс.
Постоянное возвращение в Арль было для Ван Гога невозможным, так как он столкнулся с враждебностью местных жителей, считавших его сумасшедшим. Некоторые авторы предполагают, что картина «Пейзаж под грозовым небом» была создана в первой половине апреля 1889 года, до того как Ван Гог отправился в Сен-Реми. Картин

а может рассматриваться как отражение душевного состояния Ван Гога в то время, меланхоличного настроения между уверенностью и страхом перед будущим. Ещё находясь в Арле, он написал картину «Цветущий сад с видом на Арль» (Новая пинакотека, Мюнхен), на которой, как и на картине «Пейзаж под грозовым небом», ивы впервые зеленеют, а в пейзаже также нарисован человек. Другие картины с подвижными облаками над пейзажем, например, «Горный пейзаж за больницей Сен-Поль» (Новая глиптотека Карлсберга, Копенгаген) и «Пшеничное поле с кипарисом» (Национальная галерея, Лондон), были созданы Ван Гогом летом 1889 года в Сен-Реми.

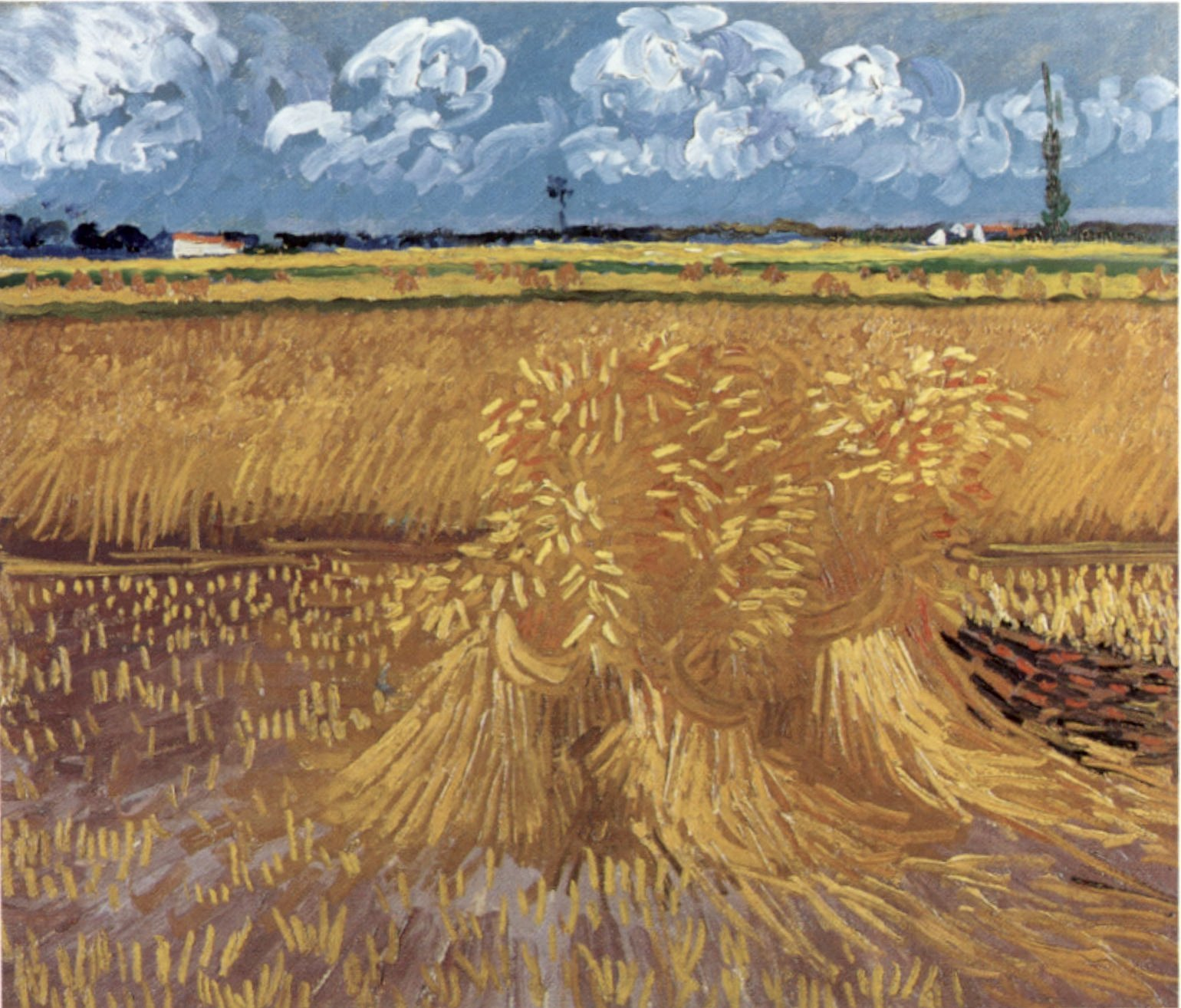
Пшеничное поле со снопами
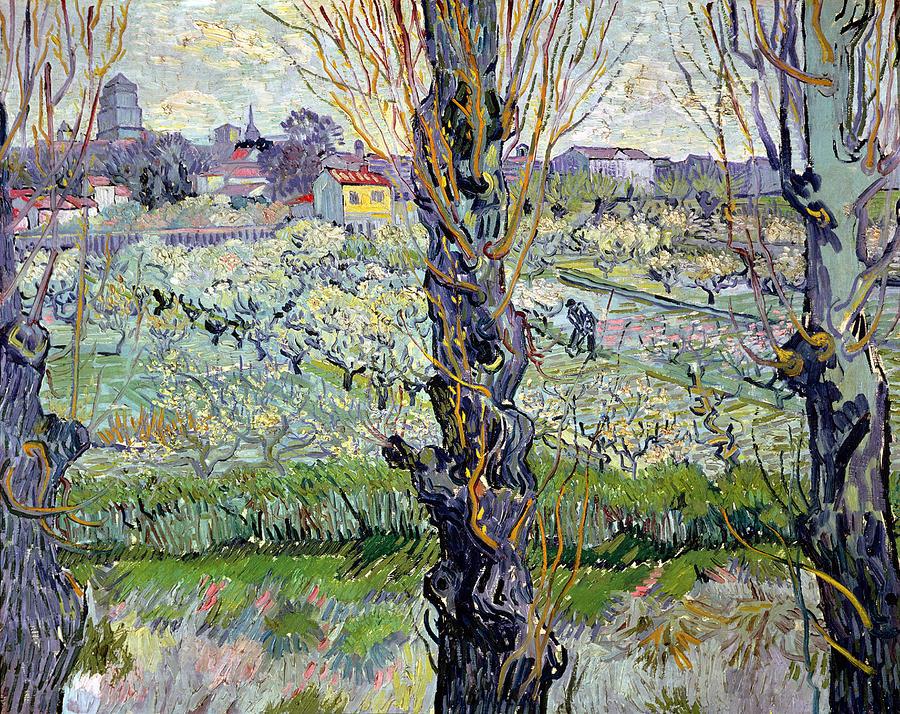
Цветущий сад с видом на Арль
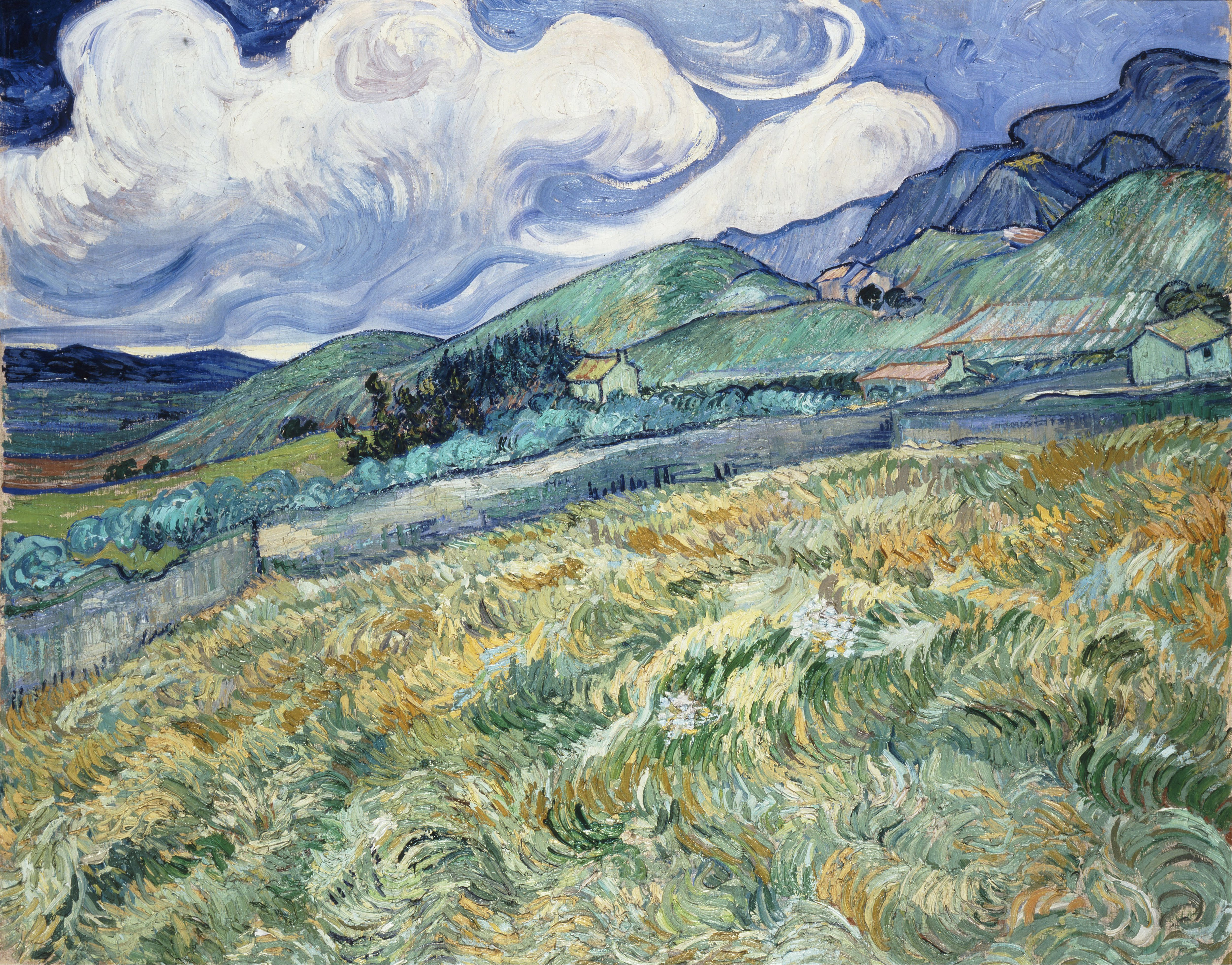
Горный пейзаж за госпиталем Сен-Поль
Пшеничное поле с кипарисом

## Провенанс
15 июля 1889 года Винсент Ван Гог отправил картину «Пейзаж под грозовым небом» своему брату Тео в Париж. После смерти художника в 1890 году картину сначала унаследовал его брат Тео, а после его смерти в январе 1891 года картина перешла во владение его жены Йоханны Ван Гог-Бонгер. Она продала картину в 1901 году коллекционеру Виллему Й. Лейрингу, который хранил её до 1905 года. В 1908 году галерея Друэ в Париже выставила картину на продажу. После этого она, возможно, находилась в коллекции Амедея Шуффенекера в Мёдоне и была выставлена на продажу в галерее Э. Блота в Париже. Есть сведения, что картина находилась в коллекции Марцелла фон Немеса, который приобрел её до 1912 года и хранил до 21 ноября 1918 года, когда она перешла в собственность аукционного дома Hôtel Drouot в Париже. После этого картина находилась в Амстердаме — сначала в коллекции П. Вуте, а затем в галерее Иоганна Н. Х. Айзенлоэффеля. В 1928 году работу приобрёл канадский коллекционер Гарри С. Саутэм и хранил её до 1934 года. Затем владельцами стали различные арт-дилеры: W. Scott & Son в Монреале, Alex. Reid and Lefevre в Лондоне и галерея Bignou в Нью-Йорке, где картина находилась с 1938 по 1944 год. В 1948 году картина перешла в собственность Galerie Moos в Женеве, а в 1955 году была продана бельгийскому коллекционеру Луи Франку. Вместе со своей женой Эвелин Франк собрал ценную коллекцию произведений современного искусства, включая работы Поля Сезанна, Джеймса Энсора и Пабло Пикассо, а также Ван Гога. В 1962 году супруги-коллекционеры передали эту художественную коллекцию частному фонду Fondation Socindec в Вадуце. С 1997 года коллекция Луи и Эвелин Франк находилась в постоянной аренде в Fondation Gianadda в Мартиньи. 5 ноября 2015 года картина была выставлена на торги в Нью-Йоркском отделении аукционного дома Sotheby’s и досталась неизвестному коллекционеру за 54 миллиона долларов США.